# Пандит
Пандит або пандита (санскр. पण्डित — «учений») — почесне звання людини, досвідченої в традиціях, законах, музиці індуїзму та літератури на санскриті, майже завжди брахмана. В оригінальному значенні необхідні знання стосувалися винятково знання Вед, але зараз значення слова дещо розширилося. У слов'ян збереглось у вигляді звертання «пан».
В сучасному західному вжитку слово «пандит» синонімічне означенням «яйцеголовий», «вучений» тощо, тобто, коли немає підстав сумніватися в знаннях й інтелекті людини, однак ставлення до неї дещо іронічне.